# Campeonato Mundial de Halterofilismo de 2021 - Até 61 kg masculino
A categoria até 61 kg masculino foi um evento do Campeonato Mundial de Halterofilismo de 2021, disputado em Tasquente, no Uzbequistão, no dia 9 de dezembro de 2021. 

## Calendário
Horário local (UTC+5)
| Dia           | Horário | Fase    |
| ------------- | ------- | ------- |
| 9 de dezembro | 10:30   | Grupo B |
| 9 de dezembro | 19:00   | Grupo A |

## Medalhistas
| Evento    | Ouro           | Ouro   | Prata                   | Prata  | Bronze                  | Bronze |
| --------- | -------------- | ------ | ----------------------- | ------ | ----------------------- | ------ |
| Arranque  | Shin Rok (KOR) | 132 kg | Shota Mishvelidze (GEO) | 131 kg | Seýitjan Mirzaýew (TKM) | 128 kg |
| Arremesso | Shin Rok (KOR) | 156 kg | Shota Mishvelidze (GEO) | 155 kg | Seraj Al-Saleem (KSA)   | 155 kg |
| Total     | Shin Rok (KOR) | 288 kg | Shota Mishvelidze (GEO) | 286 kg | Seraj Al-Saleem (KSA)   | 282 kg |

## Recordes
Antes desta competição, o recorde mundial da prova era o seguinte:
| Recorde         | Tipo      | Atleta                | Peso   | Local    | Data                   |
| Recorde Mundial | Arranque  | Li Fabin (CHN)        | 145 kg | Pattaya  | 19 de setembro de 2019 |
| Recorde Mundial | Arremesso | Eko Yuli Irawan (INA) | 174 kg | Asgabade | 3 de novembro de 2018  |
| Recorde Mundial | Total     | Li Fabin (CHN)        | 318 kg | Pattaya  | 19 de setembro de 2019 |

## Resultado
Os resultados foram os seguintes. 
| Pos.              | Atleta                       | Grupo | Arranque (kg) | Arranque (kg) | Arranque (kg) | Arranque (kg)     | Arremesso (kg) | Arremesso (kg) | Arremesso (kg) | Arremesso (kg)    | Total |
| Pos.              | Atleta                       | Grupo | 1             | 2             | 3             | Resultado         | 1              | 2              | 3              | Resultado         | Total |
| ----------------- | ---------------------------- | ----- | ------------- | ------------- | ------------- | ----------------- | -------------- | -------------- | -------------- | ----------------- | ----- |
| Medalha de ouro   | Shin Rok (KOR)               | A     | 127           | 130           | 132           | Medalha de ouro   | 156            | 156            | 164            | Medalha de ouro   | 288   |
| Medalha de prata  | Shota Mishvelidze (GEO)      | A     | 126           | 126           | 131           | Medalha de prata  | 150            | 155            | 160            | Medalha de prata  | 286   |
| Medalha de bronze | Seraj Al-Saleem (KSA)        | A     | 123           | 127           | 130           | 4                 | 155            | 155            | 162            | Medalha de bronze | 282   |
| 4                 | Habib de las Salas (COL)     | A     | 119           | 124           | 124           | 6                 | 150            | 154            | 154            | 8                 | 274   |
| 5                 | Aznil Bidin (MAS)            | A     | 120           | 120           | 125           | 8                 | 149            | 149            | 153            | 5                 | 273   |
| 6                 | Muhammad Faathir (INA)       | A     | 112           | 117           | 118           | 9                 | 146            | 153            | 157            | 4                 | 271   |
| 7                 | Ramini Shamilishvili (GEO)   | A     | 117           | 120           | 122           | 7                 | 141            | 145            | 148            | 10                | 267   |
| 8                 | John Ceniza (PHI)            | B     | 115           | 118           | 118           | 14                | 145            | 148            | 150            | 7                 | 265   |
| 9                 | Gururaja Poojary (IND)       | A     | 117           | 120           | 120           | 10                | 148            | 153            | 153            | 9                 | 265   |
| 10                | Thilanka Palangasinghe (SRI) | A     | 112           | 116           | 118           | 13                | 145            | 145            | 148            | 11                | 261   |
| 11                | Pasit Saengma (THA)          | A     | 110           | 110           | 110           | 15                | 151            | 154            | 154            | 6                 | 261   |
| 12                | Chaturanga Lakmal (SRI)      | B     | 110           | 113           | 116           | 11                | 140            | 142            | 144            | 13                | 258   |
| 13                | Abubakar Ghani (PAK)         | B     | 111           | 116           | 116           | 12                | 138            | 142            | 143            | 14                | 254   |
| —                 | Seýitjan Mirzaýew (TKM)      | A     | 128           | 128           | 132           | Medalha de bronze | 145            | 145            | 147            | —                 | —     |
| —                 | Kazuma Motoki (JPN)          | A     | 125           | 125           | 125           | 5                 | 142            | 142            | 142            | —                 | —     |
| —                 | Emmanuel Appah (NGR)         | B     | 115           | 115           | 115           | —                 | 139            | 142            | 145            | 12                | —     |